# Kobyle (województwo lubelskie)
Kobyle – wieś w Polsce położona w województwie lubelskim, w powiecie chełmskim, w gminie Rejowiec. W miejscowości ma swoje źródła niewielka rzeka Rejka, dopływ Wieprza.
W latach 1975–1998 miejscowość administracyjnie należała do województwa chełmskiego. Od 1 stycznia 2006 wchodzi w skład powiatu chełmskiego (przedtem krasnostawskiego).
Wieś jest sołectwem w gminie Rejowiec. Według Narodowego Spisu Powszechnego (III 2011 r.) liczyła 431 mieszkańców i była czwartą co do wielkości miejscowością gminy Rejowiec.
Wierni Kościoła rzymskokatolickiego należą do parafii św. Jozafata Kuncewicza w Rejowcu.

## Części wsi
| SIMC    | Nazwa    | Rodzaj     |
| ------- | -------- | ---------- |
| 0105584 | Kobyle   | kolonia    |
| 0105590 | Kostunin | przysiółek |
| 0105578 | Popówka  | część wsi  |

## Szlaki turystyczne
Przez wieś przechodzi Szlak Mikołaja Reja rowerowy szlak turystyczny biegnący od Rejowca Fabrycznego do dworca PKP w Krasnymstawie

## Historia
Wieś odnotowana w dokumentach źródłowych w roku 1421. W wieku XV Kobyle były wsią w powiecie chełmskim. Mikołaj Rej otrzymał tę wieś w posagu za żoną, która miała te dobra po swej matce. Ta z kolei dostała je w podarunku od swego krewnego arcybiskupa lwowskiego Borzyszowskiego. W roku 1564 była tu „ecclesia ruthenica” (staropolskie z łaciny wzięte określenie kościoła wschodniego). W XVI wieku Rej płaci tu pobór od 121/2, łana, 4 zagrodników i 2 rzemieślników. W roku 1578 wieś należy do Drohiczyńskich herbu Nałęcz. Podlegała parafii rzymskokatolickiej w Pawłowie.